# Zygodontomys
A Zygodontomys az emlősök (Mammalia) osztályának rágcsálók (Rodentia) rendjébe, ezen belül a hörcsögfélék (Cricetidae) családjába tartozó nem.

## Rendszerezés
A nembe az alábbi 2 faj tartozik:
- Zygodontomys brevicauda J. A. Allen & Chapman, 1893 - típusfaj
- Zygodontomys brunneus Thomas, 1898